# 酒井恒 (動物学者)
酒井 恒（さかい つね、1903年5月19日 - 1986年2月22日）は、日本の動物学者。蟹の研究で知られる。

## 人物
神奈川県足柄上郡大井町金手出身。1924年神奈川師範学校卒。1929年東京高等師範学校理科三部卒。1932年東京文理科大学文理学部動物学科卒。1939年「日本産蟹類の研究」で京都帝国大学理学博士。32年東京文理科大学附属下田臨海実験所助手、1938年岐阜県女子師範学校教諭、1943年神奈川師範学校教授、1949年横浜国立大学学芸学部教授。1954年から55年までと1960年から61年まで学芸学部長を二度務め、1954年から55年まで横浜国立大学学芸学部理科教育岩実験所（真鶴理科教育実験所の前身）所長を務め、69年定年退官。1970-79年東京家政学院大学教授。1952年神奈川文化賞受賞、1973年紺綬褒章受章、1974年勲三等旭日中綬章受勲。1961年初代日本甲殻類学会会長。1967年神奈川県立博物館協議会委員。1978年神奈川県自然保護協会会長。没後従三位叙位。2007年大井町名誉町民。
カニの研究で知られ、昭和天皇の生物学研究の相談相手を務めた。1956年の例では、皇居においてアカテガニの産卵習性について説明し、教育映画『カニの誕生』を上映。教材用スライドを献上するなどした

## 記載した種
- Pugettia intermedia Sakai, 1938 ヨツハモドキ
- Neolithodes nipponensis Sakai, 1971 ニホンイバラガニ
- Neopilumnoplax major Sakai, 1978 オオノコギリエンコウガニ（現・Beuroisia major）
- Goniopugettia tanakae Sakai, 1986 タナカオニモガニ - など

## 著書
- 『カニとエビの生活』課外理科文庫刊行会 実験本位課外理科文庫 1931
- 『日本蟹類図説』三省堂 1936
- 『潮干狩の動物研究』世界社 理科の自由研究文庫 1952　国土社 1980
- 『蟹』紫生書院 1956
- 『海辺の動物 私たちの自然研究』千代田書房 1968
- 『シーボルトと日本動物誌 日本動物史の黎明』L.B.ホルサイス（英語版）共著　学術書出版会 1970
- 『日本産蟹類』講談社 1976
- 『蟹 その生態の神秘』講談社 1980